# Lena Christ
Pour les articles homonymes, voir Christ.
Lena Christ, née à Glonn (Allemagne) le 30 octobre 1881 et morte à Munich le 30 juin 1920, est une femme de lettres allemande.

## Biographie

### Fin de vie

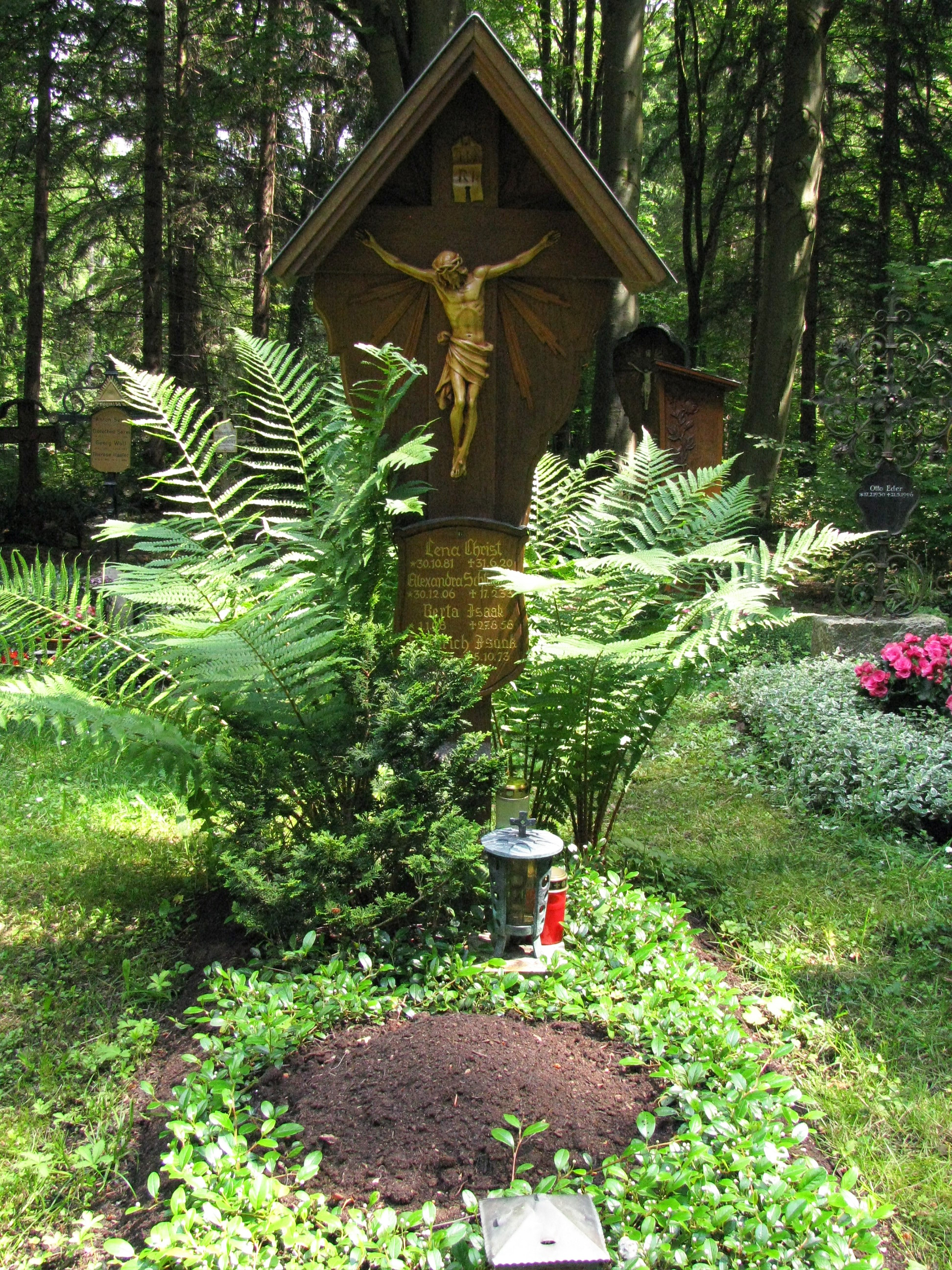
Tombe de Lena Christ au Waldfriedhof à Munich.

Lena Christ est atteinte de tuberculose. Lors de ses soins à l'hôpital, elle y rencontre un jeune chanteur dont elle tombe amoureuse. Elle quitte son mari, Peter Jérusalem, à la fin de la guerre. En détresse économique, elle réalise des falsifications d’œuvres picturales. Menacée d'une peine de prison, elle se rend le 30 juin 1920 en tram au cimetière munichois Waldfriedhof. Elle y rencontre son ex-mari Peter Jérusalem qui lui remet une dose de cyanure et se suicide. Elle est enterrée dans ce même cimetière forestier. Sur la pierre tombale est inscrite la date du 31 juin, jour inexistant.

## Récompenses, distinctions et honneurs
Depuis 2000, Lena Christ a son buste au Ruhmeshalle (temple de la renommée), le panthéon des personnalités bavaroises illustres, construit par le roi Louis Ier de Bavière. Elle est la première femme à être honorée au Ruhmeshalle, et est considérée comme l'un des plus grands écrivains en allemand et bavarois.